# Ронко-сопра-Аскона
Ронко-сопра-Аско́на (итал. Ronco sopra Ascona) — коммуна на юге Швейцарии. Расположена в италоязычном кантоне Тичино.

## Общие данные
Ронко-сопра-Аскона находится на юго-востоке Швейцарии, в районе Изоле округа Локарно, в кантоне Тичино. Площадь города — 5,0 км². Численность населения составляет 1788 человек (на декабрь 2009). Население в подавляющем большинстве — италошвейцарцы. Летний курорт.

## География
Городок Ронко находится между Асконой и Бриссаго, а также между озером Лаго-Маджоре и горой Корона-деи-Пинчи (1.294 м). Наиболее возвышенная часть кантона (1.374 м) — часть лежащего уже в кантоне Бриссаго хребта Альпе-ди-Наччо (Alpe di Naccio). Городской центр расположен на скальной террасе, на высоте в 160 метров над озером. К коммуне относятся также селения Ливурчо, Кроаска, Корафора, Капелла-Группальдо и Фонтана-Мартина, а также стоящий на побережье Лаго-Маджоре Порто-Ронко.

## История
Наименование Ronco происходит от латинского runchum, что переводится как «территория, готовая к земледелию, виноградарству». Впервые письменно упоминается в 1264 году. Совместно с соседней Асконой образовывает с 1369 года отдельную политическую единицу. Отдельная церковная община с 1626 года.
Архитектура носит смешанный стиль. Та, наряду со средневековыми постройками значительное количество зданий, относящихся к XVII и XVIII столетиям с расписанными фасадами, фигурными балконами, гранитными аркадами и рельефными металлическими решётками. указывающими на достаточно высокие доходы жителей Ронко указанного времени.
Относящееся к Ронко поселение Фонтана-Мартина в начале ХХ столетия была превращена в колонию и местожительство художников. В 1923 году пришедшие в упадок и разрушавшиеся здесь строения выкупил бернский издатель Фриц Йорди (1885—1938) и перестроил его при помощи немецкого живописца Генриха Фогелера и графика Клемента Моро. Здесь также неоднократно гостил Пауль Клее. Группа хотела создать здесь свой художественный центр как это было в Ворпсведе. С октября 1931 и по ноябрь 1932 года она издаёт каждые полмесяца журнал Fontana Martina.
В самом Ронко в это время — ранний период ХХ столетия — живописец и писатель Рихард Зевальд (1889—1976), а также состоявшие в союзе Circolo Verbano художники Ян Шуттер (1890—1956), Манфред Хеннингер (1894—1986), Эрвин Шёман (1906—1999), Вилли Хуг (1910—1996), Карл Гербер (1912—1974) и Рёз Шуттер-Петер (1920—2001). а также живописец Пауль Лоозли (1896—1962) и художник по тканям Рольф Ленне (1904—1986).
Также в Ронко-сопра-Асконе в разное время жили писатель Эрих Мария Ремарк с женой, актрисой Полетт Годдар, писательница Эвелин Хаслер. В Ронко происходит действие романа Габриели Ройтер «Бенедикта» (1923).

## Население
В Ронко-сопра-Асконе проживают 405 жителей, родным языком которых является итальянский, 222 жителя, говорящих на немецком языке и 8 франкоязычных жителей.

## Дополнения
- Ronco sopra Ascona на elexikon.ch
- Ronco Sopra Ascona на ticinarte.ch

## Галерея

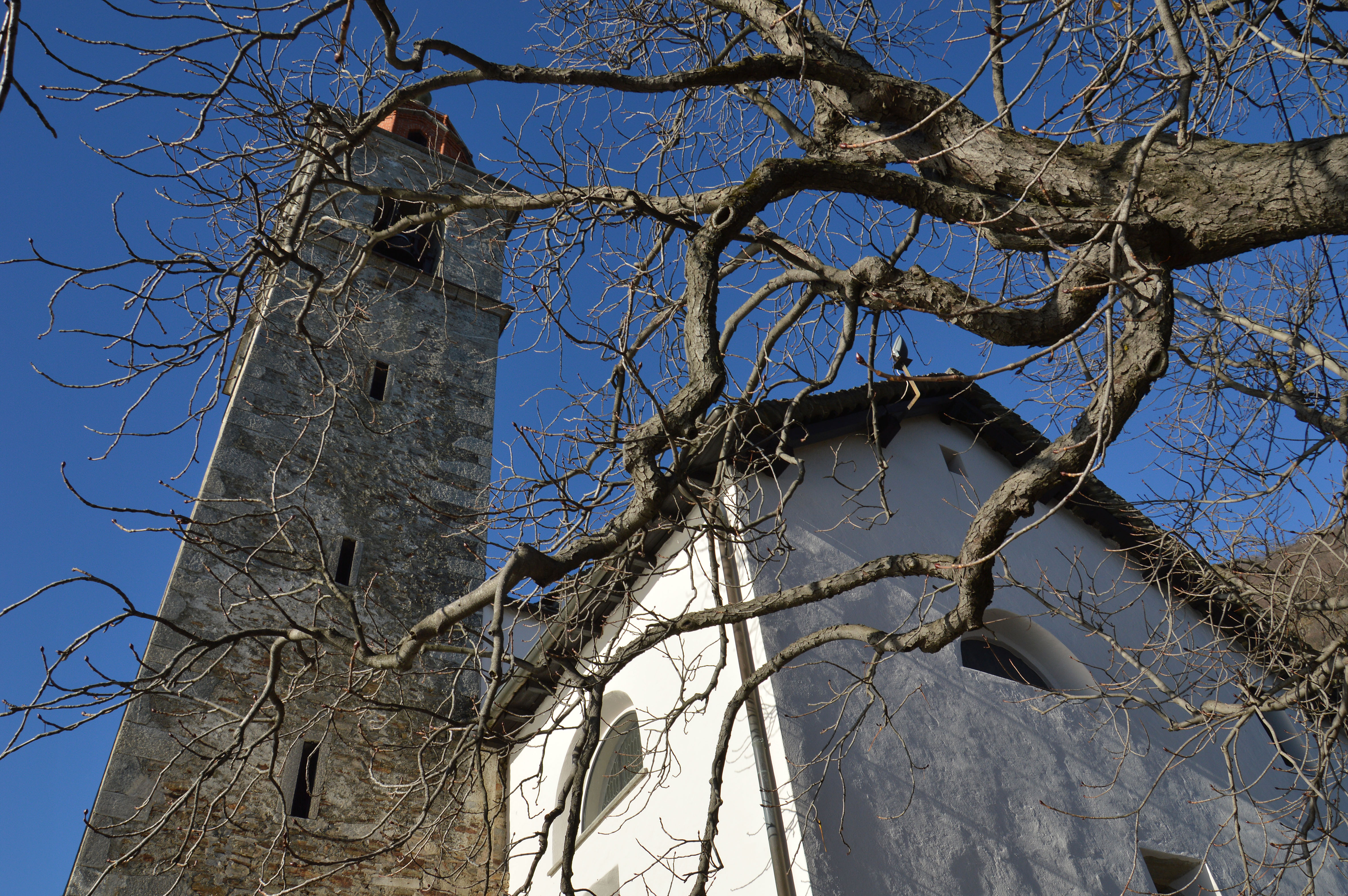
Церковь Сан-Мартино, Ронко
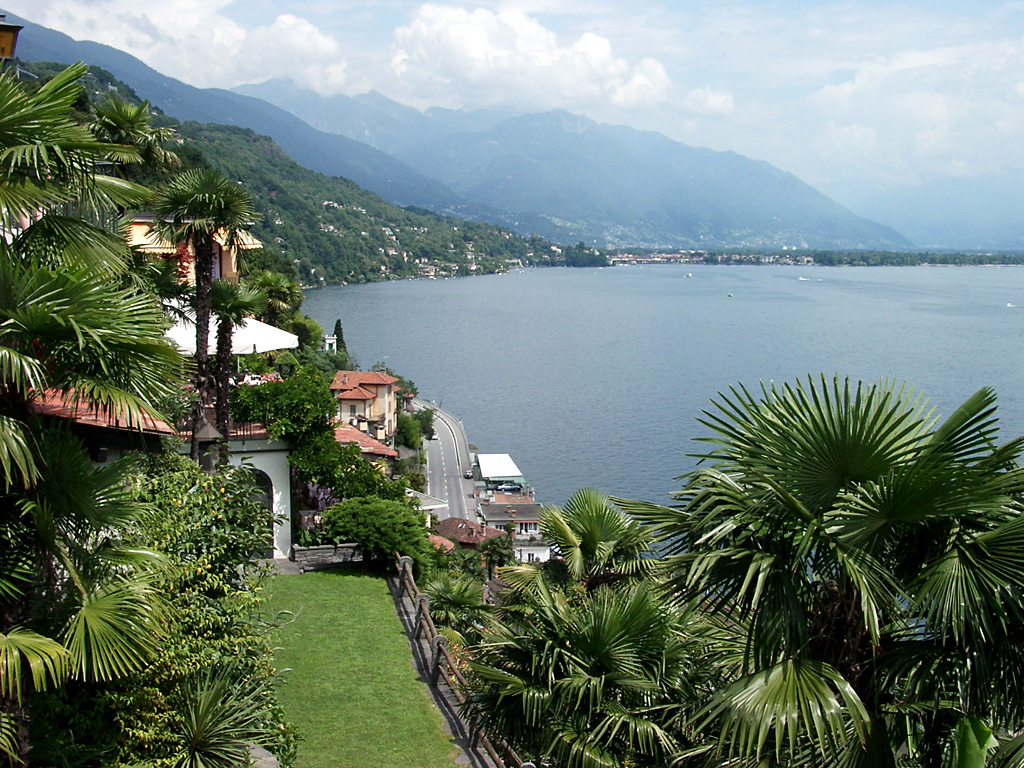
Вид на Ронко-сопра-Аскона
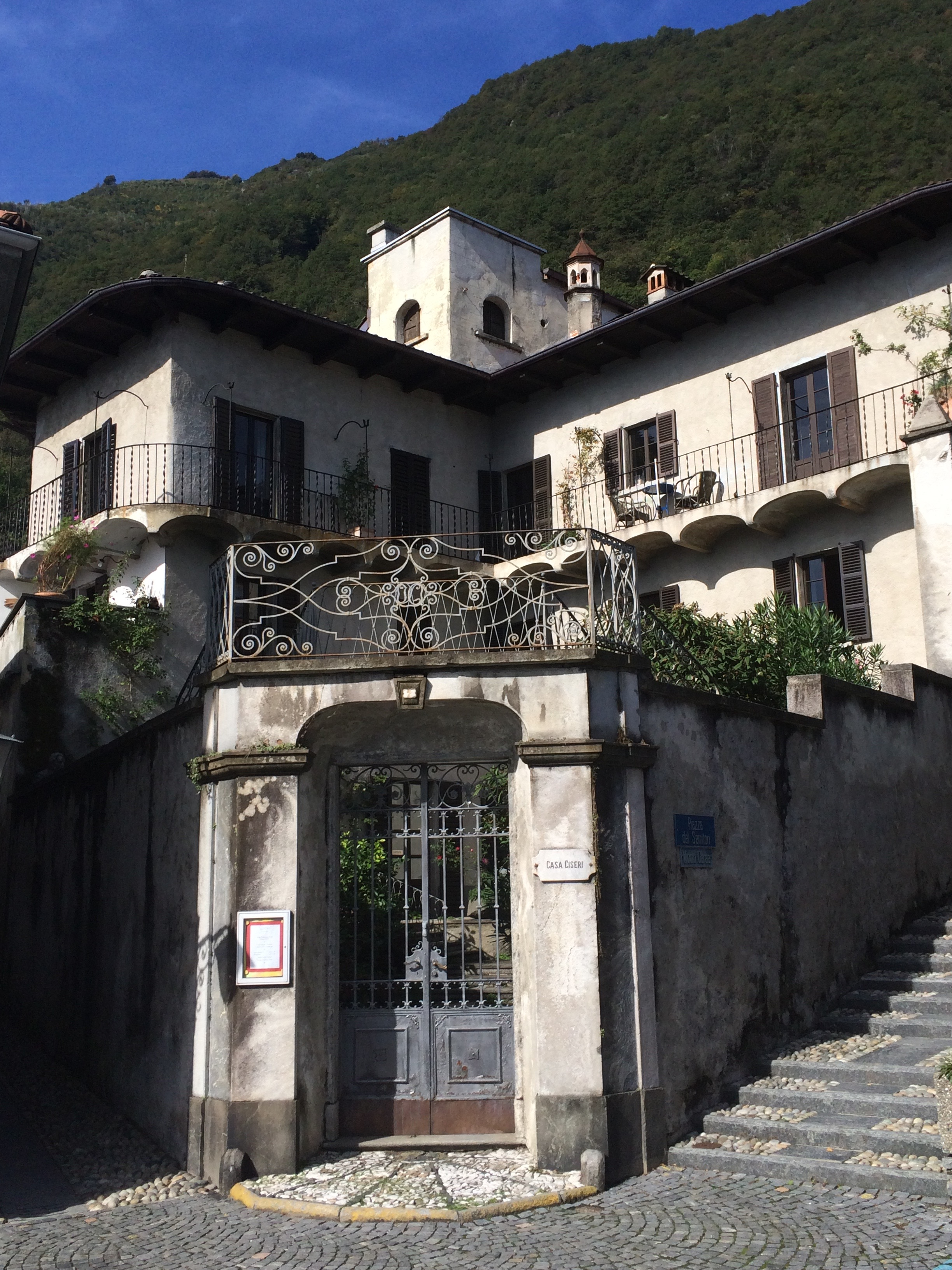
каса Чизери, Ронко
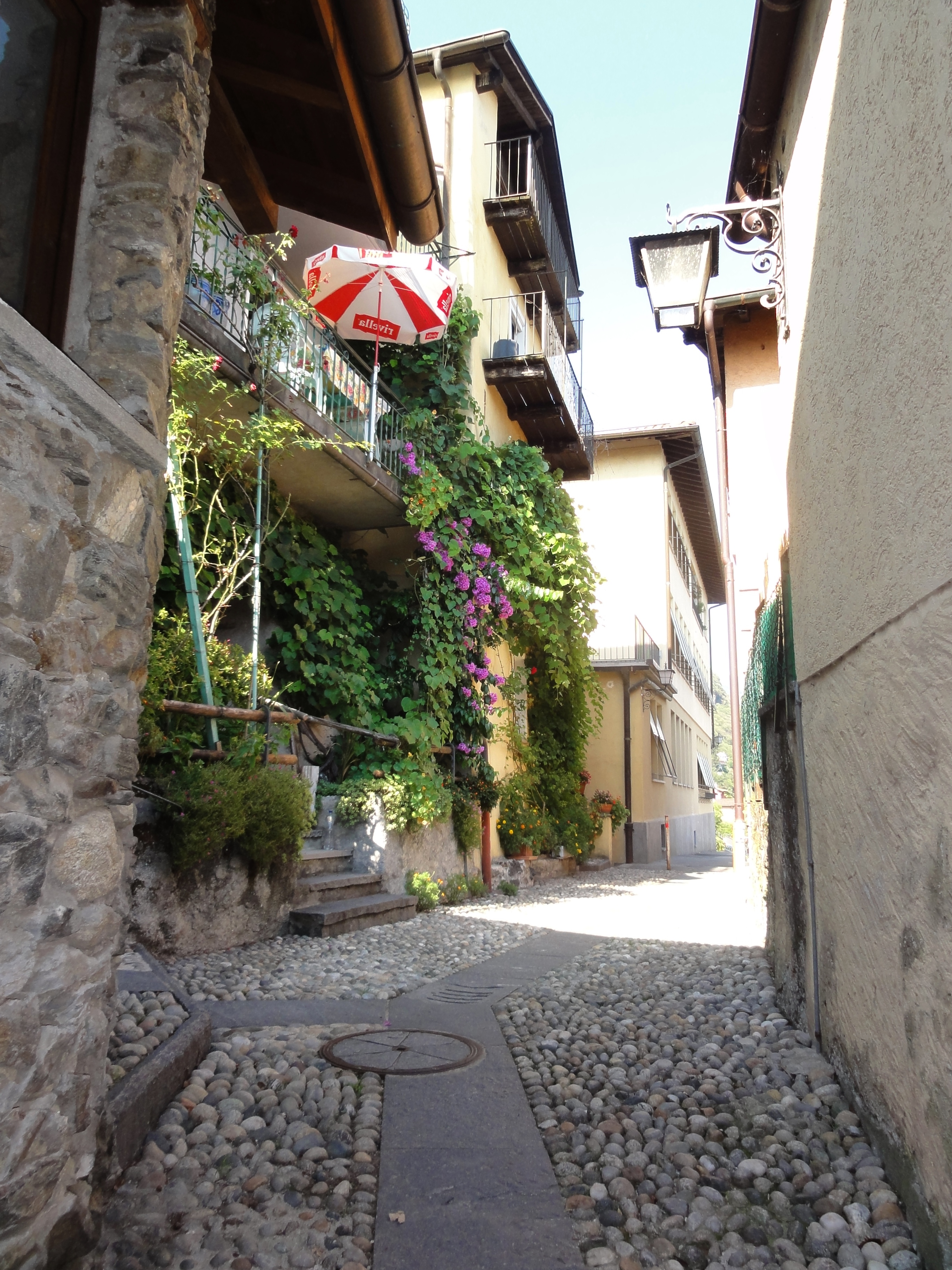
Виа Нозетто, Ронко-сопра-Аскона
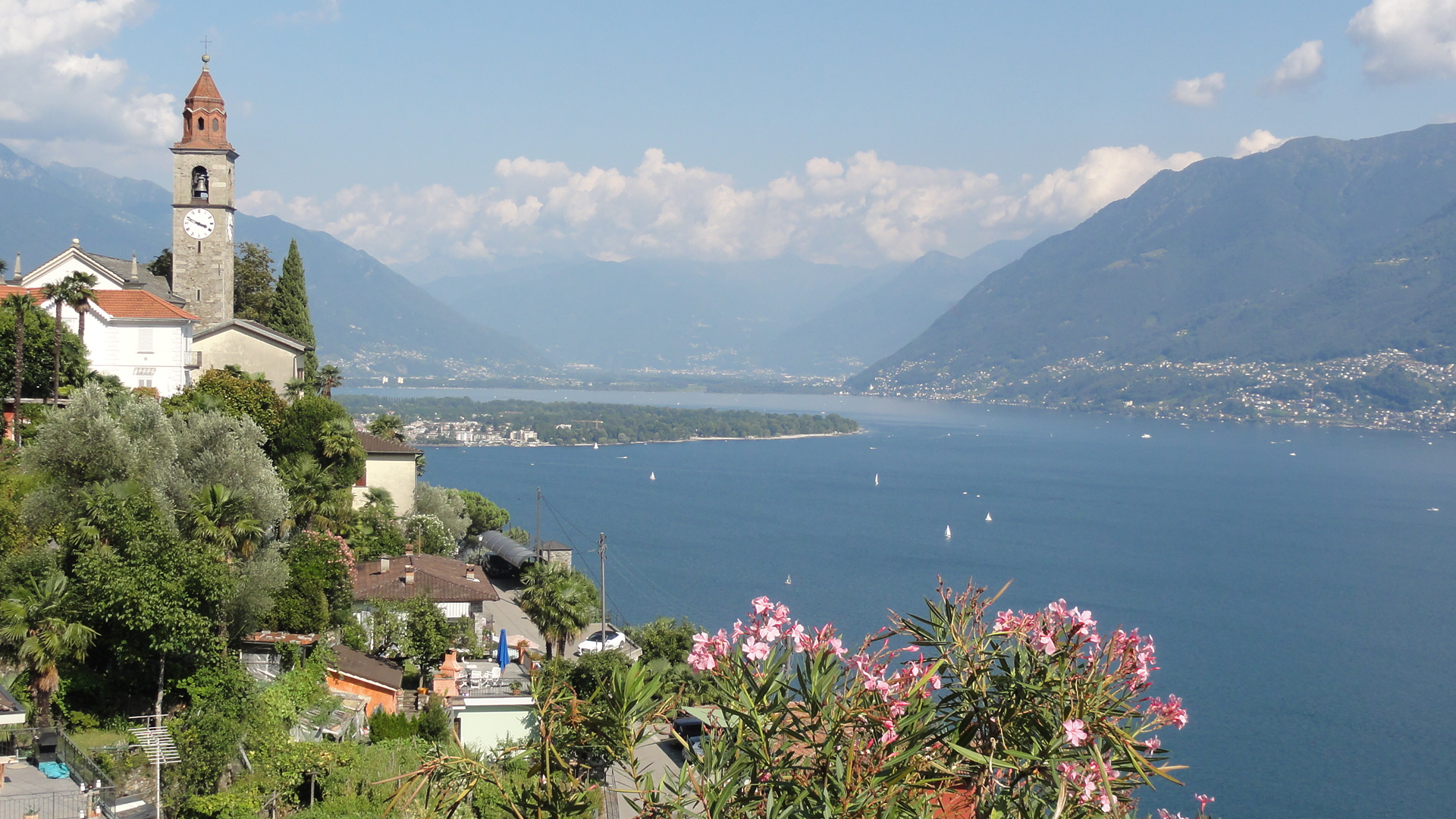
Ронко-сопра-Аскона, вид на Лаго-Маджоре